# ديانا يونسكو
ديانا يونسكو هي عازفة بيانو رومانية، ولدت في 1981.